# Caproni Ca.309
Le Caproni Ca.309 Ghibli est un avion bimoteur multirôle développé par la société italienne Caproni dans la seconde moitié des années 1930. 
Destiné à la reconnaissance armée et à l'attaque au sol pour la Regia Aeronautica, il fut utilisé en Libye puis pendant la première phase de la Seconde Guerre mondiale.

## Histoire

### Développement
Projet initié par l'ingénieur Cesare Pallavicino, le Ca.309 reprend l'esthétique du Caproni Ca.308 Borea, son précédent projet. Le Ca.309 est un monoplan bimoteur à ailes basses. Le train d'atterrissage est de type classique, les jambes de train avant sont fixes et montées sous les nacelles des moteurs en ligne de type Alfa Romeo 115-II et possèdent des carénages de roues. 

### Histoire opérationnelle

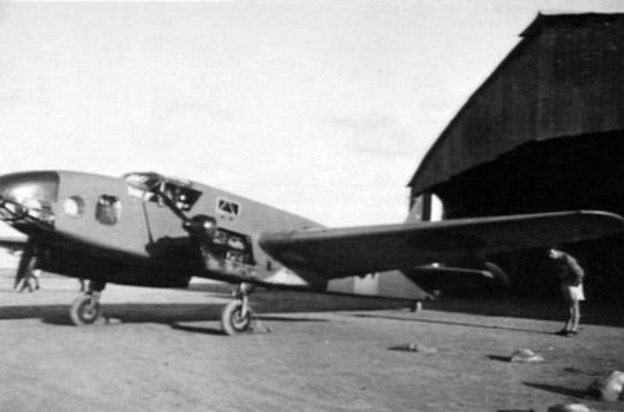
Appareil capturé en 1943 ici dans une base en Égypte.

Les premiers exemplaires commencent à équiper les escadrilles de la Regia Aeronautica en Libye italienne dès 1937, en remplacement des biplans IMAM Ro.1. Au déclenchement de la Seconde Guerre mondiale, 53 exemplaires sont en service, ils sont utilisés pour des missions de reconnaissance aérienne (en particulier pour les Compagnie auto-avio sahariane) et en opération d'attaque contre des unités terrestres britanniques durant la Guerre du désert. 
Le Ca.309 dispose de deux mitrailleuses sous les ailes, d'une mitrailleuse pivotante dans le nez, et d'un chargement de bombes de 330 kg. 
Les Ca.309 sont aussi employés dans la défense des oasis de Jaghbub, Koufra et Jalo. En juillet 1942 les Ca.309 contribuent efficacement à la reconquête de Jaghbub et à la prise de Siwa. Pendant cette période, les Ghibli équipent la 12e escadrille APC (Aviazione Vigilanza Presidiaria) (basée à Agedabia), la 103e (Misurata) et la 104e (Melleha) du 10e groupe APC, de la 26e escadrille de l'aviation saharienne (basée sur l'aéroport de Houn) : moins d'une dizaine d'appareils sont utilisés. 
En août 1942, la 12e escadrille arrive à Siwa et entre le 16 et le 22 septembre 1942, 5 Ca.309 contribuent à stopper l'action ennemie contre l'Oasis de Jalo. Au début du mois de novembre, l'escadrille quitte Siwa, se replie sur Agedabia en direction de Syrte et Misrata où se trouve la 103e escadrille. La 104e est toujours à Tripoli-Mellaha et la 26e à Houn, avec une section séparée affectée à Sebha.
Fin décembre 1942, la situation au sein du Sahara libyén est moins préoccupante que le long de la côte méditerranéenne. Le 4 janvier 1943, Sebha doit être abandonnée puis Houn le 7 janvier et Ghat le 16 janvier. Les Ca. 309 protègent jusqu'à la fin le repli des colonnes italiennes, depuis l'intérieur des terres jusqu'à la région de Tripoli, puis sont rapatriés en Italie. Avec le retour de 27 appareils s'arrêtent les opérations de l'aviation et de la défense coloniale italo-saharienne.  
Vers la fin 1942, avec la perte de la Libye, les appareils restants, retournés en Italie, servent comme avions de transport léger et de liaison. En 1947 le dernier Ca.309 est encore en service dans une escadrille de liaison.

## Caractéristiques
Le Ghibli est un avion d'apparence classique, à structure mixte ; bimoteur, monoplan à aile basse cantilever, avec un train fixe. 
Le fuselage est réalisé selon une technique mixte, la partie avant en structure acier soudé avec un revêtement en tôle laminée d'alliage léger, qui se poursuive avec une structure en tubes d'acier soudés, recouverte de toile peinte au centre de l'appareil, et à l'arrière, de bois. 
La disposition de la cabine de pilotage est à deux places côte-à-côte, dotée de doubles commandes pour la dernière série d'appareils construits. Elle se prolonge à l'arrière par un espace destiné à accueillir six passagers éventuels, les bagages et la charge militaire, et, pour les missions de reconnaissance, les appareils photos. L'arrière de l'appareil se termine par un empennage classique monodérive dont le plan horizontal en porte-à-faux possède une structure en bois sur armature métallique rivetée.
L'aile, en position basse, cantilever et de forme trapézoïdale possède une structure à deux longerons, en bois sur armature métallique, revêtue de contreplaqué verni. Les surfaces de contrôle sont constituées de deux ailerons et de volets ventraux réalisés en bois avec des renforts métalliques et revêtues de toile. Le train d'atterrissage est de type classique fixe, doté de roues indépendantes carénées, avec les jambes principales disposées sous les nacelles moteur, et d'une roue arrière non rétractable sous la queue de l'avion. La propulsion est assurée par deux moteurs Alfa Romeo 115-II, des moteurs six cylindres en ligne refroidis par air, d'une puissance de 200 ch (147 kW) chacun, installés dans des nacelles sur le bord d'attaque et entraînant des hélices bipales, en bois ou métalliques, à pas variable.
L'armement défensif comprend deux mitrailleuses Breda-SAFAT de calibre 7,7 mm positionnées dans l'emplanture des ailes avec 500 munitions par arme et une mitrailleuse Lewis de même calibre installée dans le nez. L'armement offensif comprend un maximum de 336 kg de bombes dans une soute centrale.

## Cinéma
- Le Studio Ghibli tient son nom en référence à cet avion[4], Hayao Miyazaki, cofondateur du studio étant un grand amateur d'aviation[5].
- Le fondateur de la société Caproni, constructeur de cet avion, Giovanni Battista Caproni, apparaît dans le film du réalisateur japonais Hayao Miyazaki, Le vent se lève.